# 布賴恩鎮區 (阿肯色州布恩縣)
布賴恩鎮區（英語：Bryan Township）是位於美國阿肯色州布恩縣的一個行政鎮區。

## 地方資料
根據2010年美國人口普查的數據，布賴恩鎮區的面積為45.76平方千米，當中陸地面積為45.64平方千米，而水域面積為0.12平方千米。當地共有人口1018人，而人口密度為每平方千米22人。